# Els Tolegassos
Els Tolegassos és un jaciment arqueològic situat al terme municipal de Viladamat a l'Alt Empordà, excavat per Josep Casas des del 1981. Aquest jaciment, també està a 5 km de la ciutat romana d'Empúries. Els Tolegassos està format per una vil·la romana, dues petites necròpolis familiars i un forn de teules de la mateixa època, inclosos a l'Inventari del Patrimoni Arqueològic i Paleontològic de Catalunya
La primera fase d'ocupació és datada a la meitat del segle ii aC, i és una de les primeres vil·les agrícoles de l'Empordà, per bé que les restes arquitectòniques documentades pertanyen al període comprès entre la primera meitat del segle i aC i el final del segle ii, moment en què fou abandonada.